# 米科拉伊夫卡 (盧甘斯克區)
48°35′27″N 39°31′13″E / 48.59083°N 39.52028°E
米科拉伊夫卡（羅馬化：Mykolaivka）是烏克蘭的村落，位於該國東部盧甘斯克州，由卢甘斯克区的盧甘斯克市鎮負責管轄，始建於1689年，面積22平方公里，海拔高度45米，2001年人口2,135，人口密度每平方公里97人。